# Куба (царство)
Вижте пояснителната страница за други значения на Куба.
Куба е държава в Централна Африка, същестувала от 17 до 19 век в югоизточната част на днешната Демократична република Конго, по течението на реките Санкуру, Лулуа и Касаи.
Царство Куба е доминирано от етническите групи, говорещи езика бушонг, които се преселват в региона от север през 16 век. В началото на 17 век племената и княжествата в цялата област са обединени под властта на един владетел. Сравнително изолирано, царство Куба е по-слабо засегнато от търговията с роби, отколкото неговите разположени на атлантическото крайбрежие западни съседи Конго и Ндонго.
Куба достига своя разцвет в средата на 19 век. През 1885 година то влиза в границите на Свободната държава Конго, частно владение на белгийския крал Леополд II. През следващите години Куба е подложена на чести нападения от съседната етническа група запо зап, които събират от тях данъци в полза на колонията. През 1910 година, след създаването на Белгийско Конго, на територията на царството са въведени белгийски войски, което слага край на неговата автономия.